# Bryoria spiralifera
Bryoria spiralifera är en lavart som beskrevs av Brodo & D. Hawksw. Bryoria spiralifera ingår i släktet Bryoria och familjen Parmeliaceae.   Inga underarter finns listade i Catalogue of Life.